# معركة القطار
معركة القطار هي معركة وقعت في 23 مارس 1943 قرب مدينة القطار التونسية بين القوات الأمريكية وفيلق الصحراء الألماني أثناء الحرب العالمية الثانية في إطار حملة تونس.

## تاريخ
كانت مدينة القطار مسرحا لعدة معارك خلال الحرب العالمية الثانية  (1939-1945) وأشهرها تلك التي دارت  بين القوات الأمريكية وفيلق الصحراء الألماني في إطار حملة تونس، وكانت ذروتها في معركة ممر القصرين التي انهزمت فيها القوات الأمريكية هزيمة نكراء وكانت أول معركة تتمكن فيها القوات الأمريكية من إلحاق الهزيمة بوحدات المدرعات الألمانية.

## السكان
عانى أهالي مدينة القطار الذين عاصروا هذه الحرب، وكانوا في رعب وقلق متواصل وعاشوا لحظات رهيبة  بسبب الاستعمار ومعارك القوات المتحاربة التي زادت في بؤسهم وشقائهم ومعاناتهم وجعلت حياتهم جحيما، حيث قُتل الكثير من المواطنين وتشتت العديد من العائلات بسبب تدمير منازلهم، كما شهدت مدينة القطار خسائرا في لأرواح وخرابا في الاقتصاد ودفع أهالي الجهة  فاتورة  حرب شرسة  نتيجة معارك لا ناقة لهم فيها ولا جمل. وبسبب تدمير منازلهم والمصائب التي حلت بهم، لجأ كثير من المواطنين  إلى عرباط وبو عمران وبو سعيد.